# 石崇

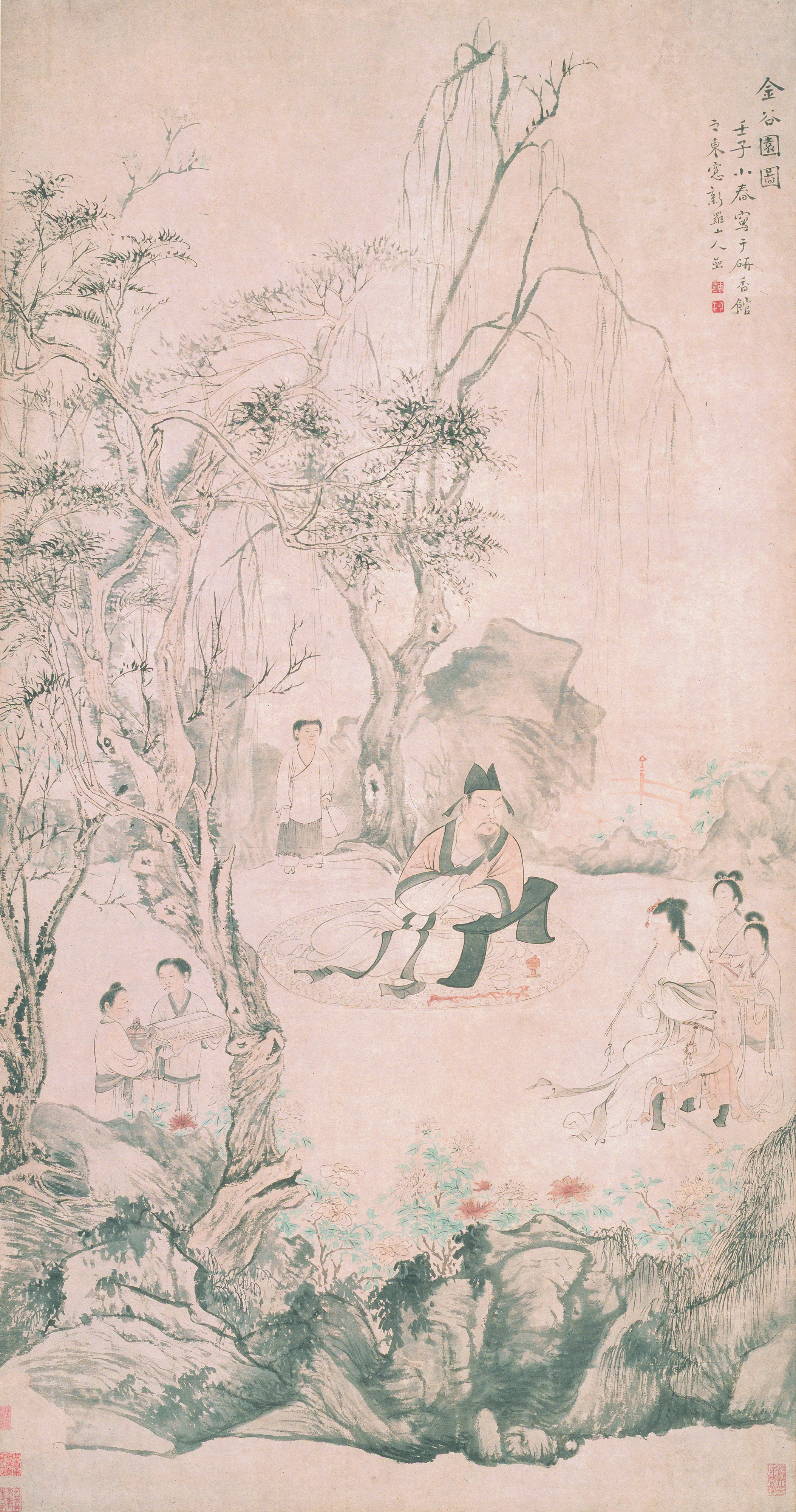
清華嵒金谷园图轴（公元1732年）, 上海博物馆

石崇（249年8月4日—300年8月4日），字季倫，小名齊奴，勃海郡南皮县（今河北省沧州市南皮縣）西晉官吏、盜賊。司徒石苞的第六子。為人豪奢且又文藻不凡，八王之亂時遭孫秀誣陷，抄家處死並誅連三族。
臺灣部分廟宇尊其為財神。

## 生平
石崇年少聰慧，勇而有謀。在泰始九年（273年）父親石苞臨終前分配遺產給諸子時，就唯獨不分給石崇，因為石苞認為石崇日後能靠自己致富。
石崇出仕後，先後擔任修武縣令、散騎侍郎和城陽太守。後因參與晉滅吳之戰而封安陽鄉侯，後拜黃門郎，一直升遷至散騎常侍、侍中。因為石崇是功臣之子又有才氣，故很受晉武帝器重。
元康元年（291年），晉惠帝繼位，以楊駿為太傅輔政。而楊駿卻大開封賞，意圖以此換取朝中官員的支持，石崇對此有異議而與散騎郎何攀一同上書，但不獲接納。及就出任南中郎將、荊州刺史，領南蠻校尉，加鷹揚將軍。
據《晉書》所稱，石崇在荊州表現出其任俠無品行的性格，常對路經荊州的商旅行劫，於是獲取巨大的財富。但根據東晉王隱所述，石崇是通過“百道營生”以至於“積財如山”。後石崇被徵為大司農，卻因徵召書詔未到就擅離職守而免官；不久石崇獲任命為太僕，出任征虜將軍，假節監青州徐州諸軍事，鎮守下邳，修建了金谷園。然而到下邳後卻與徐州刺史高誕爭酒相侮，於是被軍司所奏，又被免官。後來又拜衞尉，並與潘岳一同故作卑下，奉承當政皇后賈南風之甥賈謐。賈謐亦與石崇親近友善，並與陸機、陸雲和甥子歐陽建等二十四人並稱為「二十四友」。賈南風母親廣城君郭槐每次出外，石崇都在停車在路邊送行，更在郭槐座車駛走時向車尾下拜。
永康元年（300年），趙王司馬倫誅除賈氏，石崇為賈氏黨羽而被免去官職。當時歐陽建與司馬倫有積怨，而石崇亦因伎女綠珠之事而為司馬倫寵臣孫秀所恨，孫秀便建議司馬倫誅殺歐陽建和石崇。不久淮南王司馬允率眾討伐司馬倫但失敗，孫秀誣稱石崇與歐陽建和潘岳是司馬允的同謀，於是矯詔命人收捕三人。石崇被捕後即被押往東市處決，石崇的母親、兄長及妻兒共十五人亦同被誅殺。石崇享年五十二。

## 逸事

### 奢華生活
石崇富裕之後，生活奢侈，所居的房屋宏偉華麗。數百姬妾，人人穿戴紈繡和金玉耳飾。選用的樂器都是一時之選，家廚煮盡珍貴食材。家中廁所設有絳紗大牀，常有十多個侍婢列侍，全都身穿美麗衣裳、充分打扮，又置備甲煎粉和沈香汁。
石崇更與王愷競相爭豪。王恺家中洗锅子用飯和饴糖水，石崇就命令自家厨房用蜡烛当柴烧。王恺为了炫耀，又在他家门前的大路两旁，夹道四十里，用紫丝编成屏障。石崇用更贵重的彩缎铺设了五十里屏障。晋武帝把宫里收藏的一株两尺多高的珊瑚树赐给王恺，石崇看了便用铁如意把珊瑚樹打碎，王愷氣極，石崇說：「不足多恨，今還卿。」於是命人悉數取出自己的珊瑚樹，有高三四尺者六七株，每株都大於王愷的珊瑚樹。
石崇在荊州致富，全因他搶劫當地商旅，且亦有殺人之事。故此石崇殘忍好殺的事亦有記載。石崇舉辦宴會時，大多都會令家中貌美侍婢侍酒，更立下規矩：若客人不飲盡杯中酒就殺死美人。一次王導、王敦作客，王導不善飲，但為了美人的安危大醉，而王敦堅持不肯飲酒，石崇就連斬了三個美人。又一次，王愷因石崇能速成豆粥、冬日尚能品嚐韭菜製的韭蓱虀，石府瘦弱的牛比自己的牛跑得更快這三件事而感到惋惜，後來王愷賄賂石崇的帳下督及駕車人，終於學到了石崇這三件事的秘訣，之後及得上石崇了。石崇知道是有人洩密後，就將洩密之人殺死。

### 為義救人
刘舆與劉琨兄弟年輕時被王愷所厭惡，於是王愷叫二人其家留宿，意圖殺害二人，連坑都挖好了。石崇聽說此事後，立刻前去營救兩人，並責備兩人，不要輕易到人家房裏投宿。

### 美人綠珠
石崇有一名伎女叫綠珠，美艷且善吹笛，極得石崇喜愛。趙王司馬倫誅除賈氏專權後，親信孫秀獨掌大權，並垂涎綠珠美色，遣使請求石崇相贈。但石崇不予，孫秀於是怨恨石崇。後孫秀誣石崇與淮南王司馬允合謀討伐司馬倫，於是派人收捕石崇。石崇當時在居所金谷園一幢樓上宴客，知道後對綠珠說：「我今天因妳而獲罪。」綠珠流淚道：「妾當效死君前。」遂墮樓而亡。

## 家庭

### 妻
- 苏氏，苏愉之女，蘇紹姐。与石崇同诛。

### 兄弟
- 石統，石崇長兄，西晉射聲校尉、大鴻臚。
- 石越，石崇二兄。
- 石喬，石崇三兄，曾任尚書郎、散騎常侍。後因不應晉武帝召命而令晉武帝懷疑石苞叛變，事後被廢，終身不獲仕官。後與石崇同被誅殺。
- 石浚，石崇四兄，西晉時名士，官至黃門侍郎。
- 石儁，石崇五兄，官至陽平太守。

## 信仰
石崇由於富有而被尊為「季倫財神」（季倫為其表字），臺灣臺北市關渡宮財神洞中奉祀之。新北市石門區代天府聖明宮北海發財廟則尊其為十路財神之一的「金財神」。

## 影視形象
- 電視歌仔戲《綠珠樓》（1990年）：由黃香蓮飾演石崇